# Św. Jacek (skała)
Św. Jacek – skała we wsi Jaroszowiec w województwie małopolskim, w powiecie olkuskim, w gminie Klucze, na Wyżynie Olkuskiej będącej częścią Wyżyny Krakowsko-Częstochowskiej.
Zbudowana z twardych wapieni skalistych skała znajduje się w lesie po północnej stronie zabudowań wsi. Można do niej dojść czerwonym szlakiem turystycznym od kościoła, koło cmentarza i kaplicy św. Jacka, a następnie lasem. Skała znajduje się około 200 m na wschód od szlaku turystycznego. W lesie jest kilka skał, św. Jacek jest najwybitniejszą z nich. Uprawiana jest na nim wspinaczka skalna. W 2018 roku Grzegorz Rettinger przeszedł na nim dwie drogi wspinaczkowe o trudności VI.3 i VI.3+ w skali Kurtyki i zamontował dla nich stałe punkty asekuracyjne: ringi (r) i stanowiska zjazdowe (st). 
1. Wacek; VI.3+, 2r +st
2. Placek; VI.3, 2 r +st[1].

Wśród wspinaczy skalnych Św. Jacek jest mało popularny.

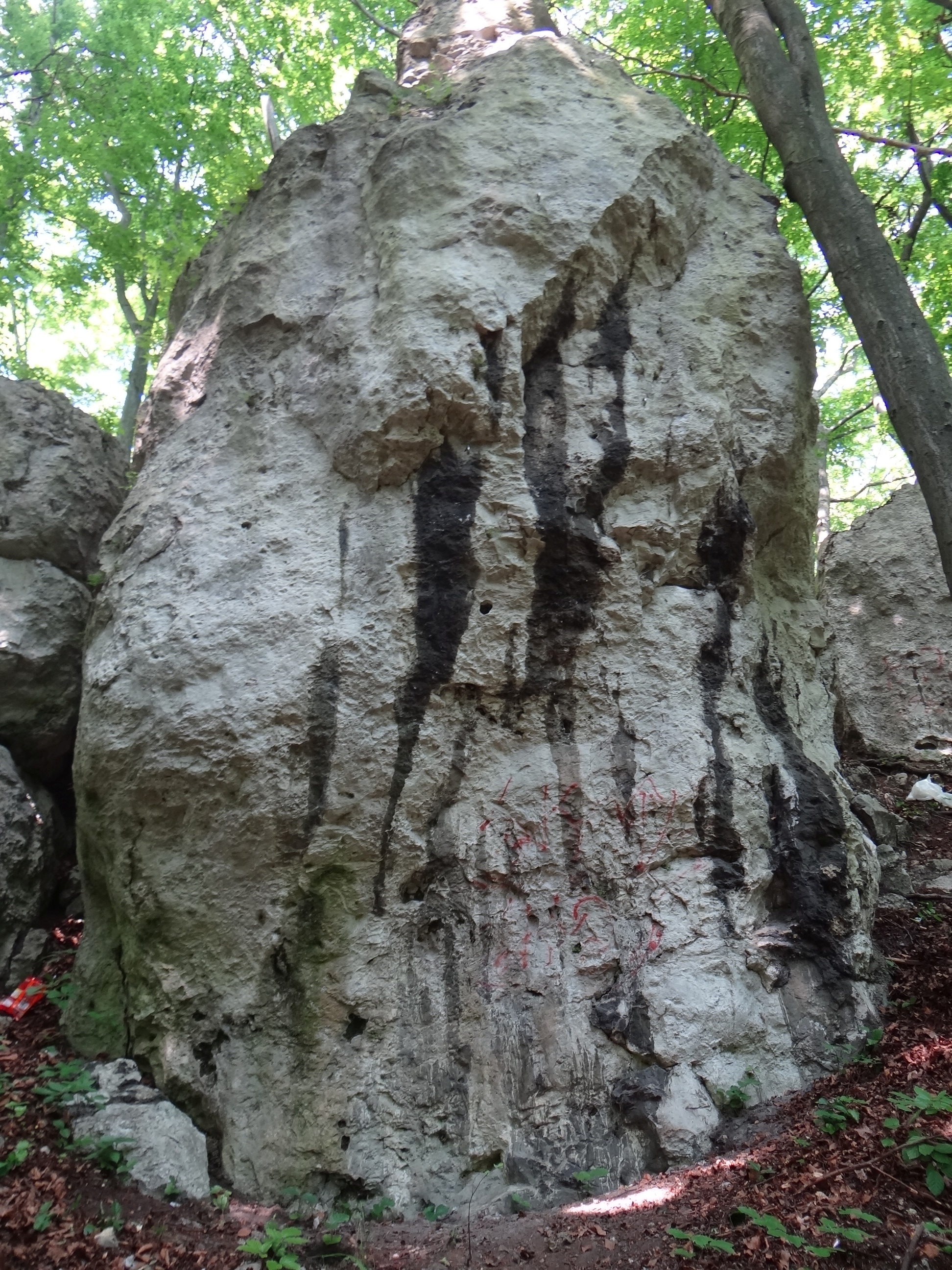
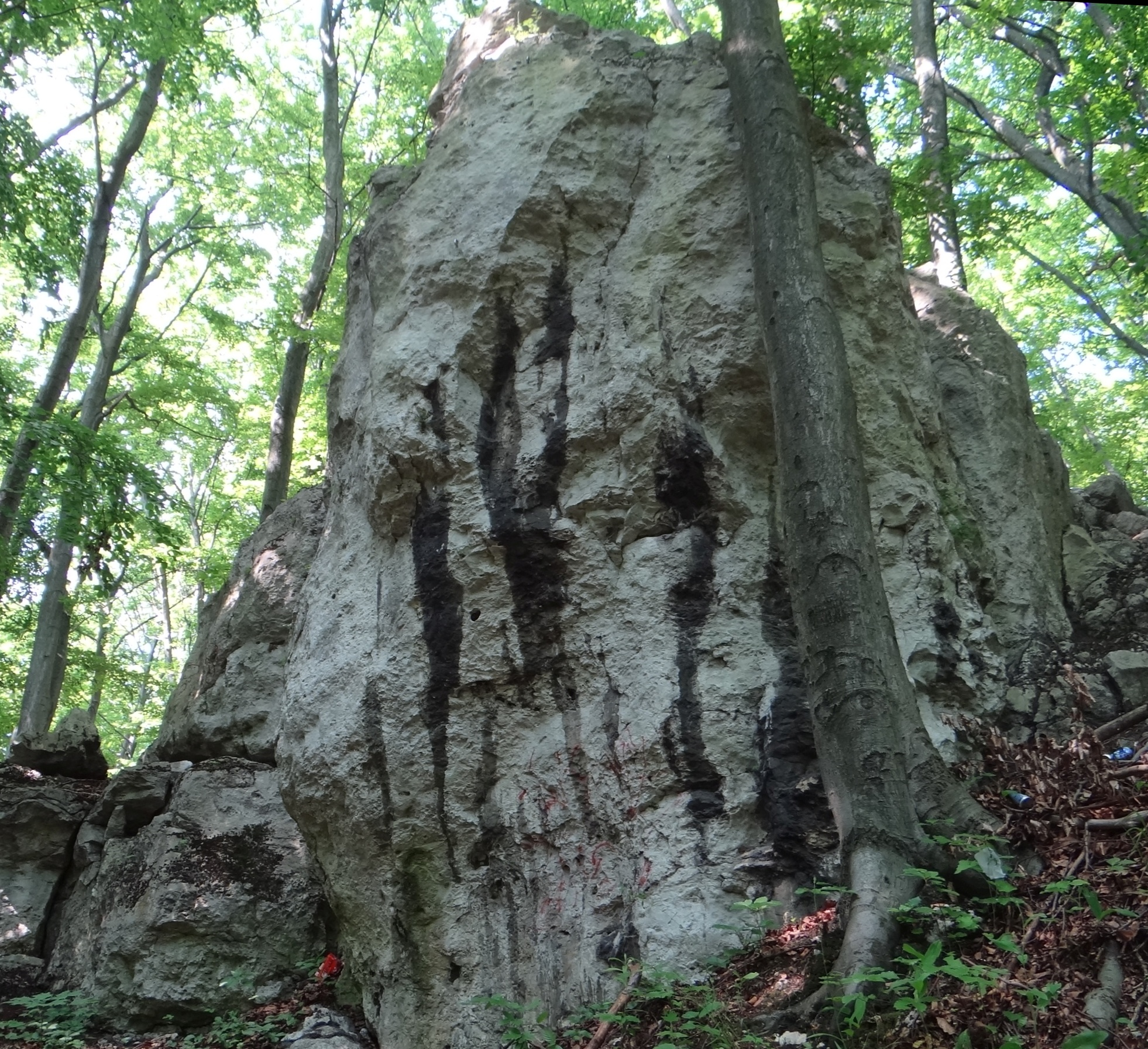
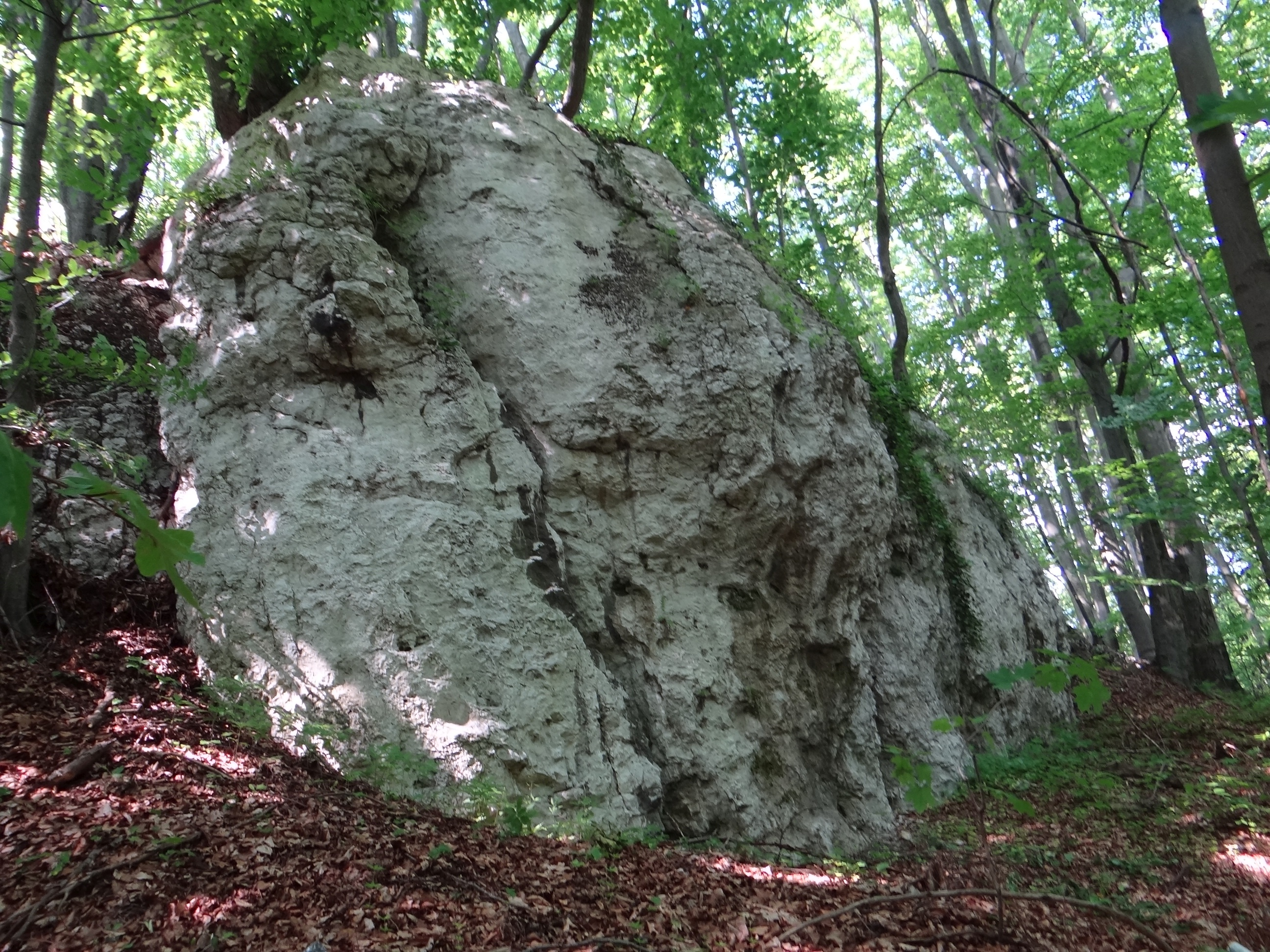
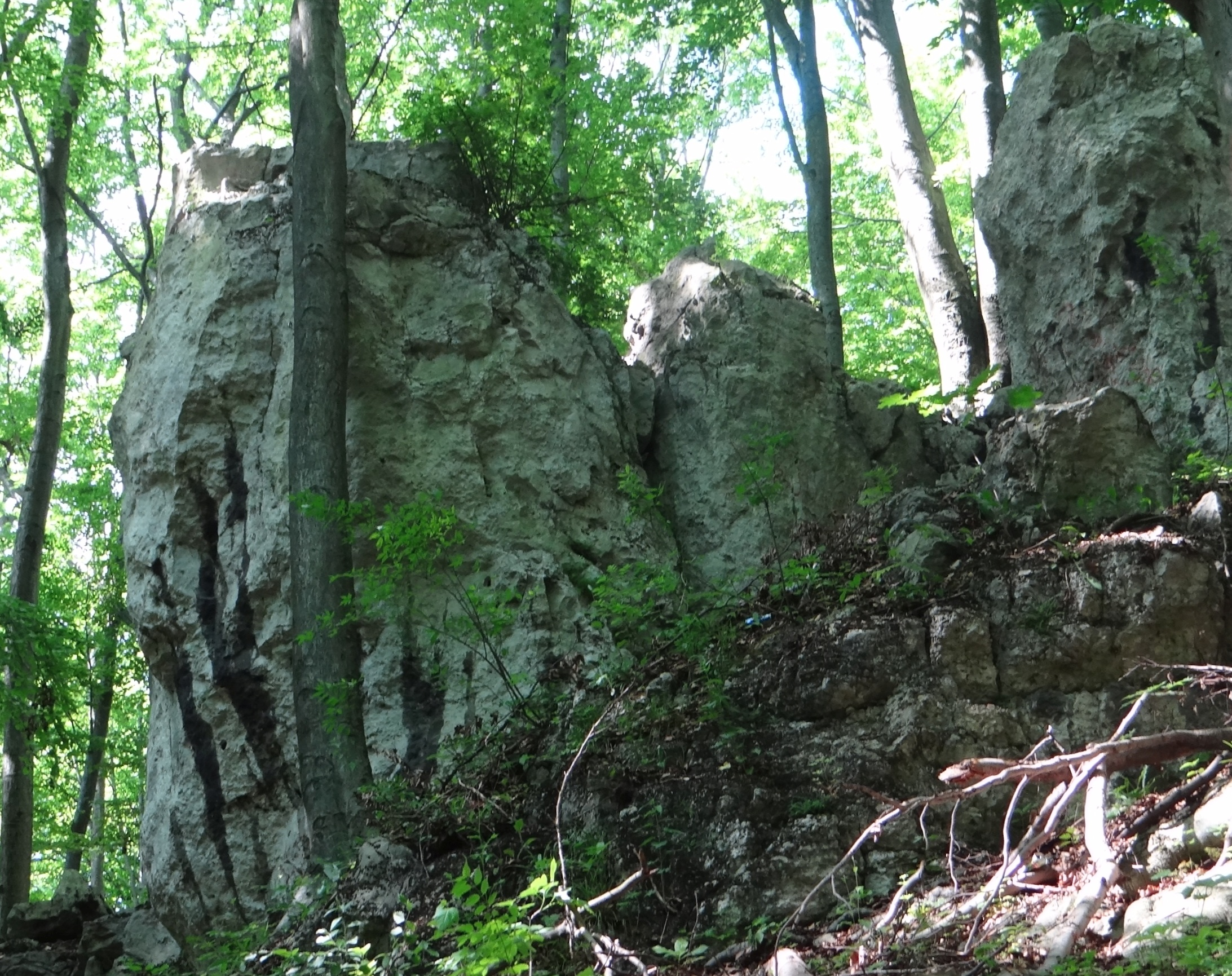